# Graham Jones
Graham Jones (Cheadle, Grande Manchester, 28 de octubre de 1957) fue un ciclista inglés, que fue profesional entre 1979 y 1988.

## Palmarés
- 1978
  - 1º en el Gran Premio de las Naciones amateur
  - 1º en la París-Évreux
  - 1º en la París-Troyes
  - 1º en el Gran Premio de Francia

### Resultados en el Tour de Francia
- 1980. 49.º de la clasificación general
- 1981. 20º de la clasificación general
- 1983. 69.º de la clasificación general
- 1984. Abandona (18.ª etapa)
- 1987. Abandona (6ª etapa)

### Resultados en el Giro de Italia
- 1983. 26º de la clasificación general